# Morgan Boyes
Morgan Boyes (Chester, 22 de abril de 2001) es un futbolista británico que juega en la demarcación de defensa para el St. Johnstone F. C. del Campeonato de Escocia.

## Biografía
Tras formarse en las filas inferiores del Liverpool F. C., finalmente en 2019 ascendió al primer equipo, haciendo su debut el 17 de diciembre en un encuentro de la Copa de la Liga contra el Aston Villa F. C. tras disputar la totalidad de los 90 minutos, produciéndose un resultado de 5-0 a favor del conjunto birminghense.
El 12 de agosto de 2020 fue cedido una temporada al Fleetwood Town F. C. A principios del año 2021 se decidió poner punto final a la cesión y regresó a Liverpool. Un año después se marchó definitivamente al Livingston F. C., equipo con el que firmó por una campaña y media con opción a otra más. Durante esos dieciocho meses jugó un total de 35 partidos y en septiembre de 2023 fue prestado al Inverness Caledonian Thistle F. C. Tras esta cesión expiró su contrato y fichó por el Grennock Morton F. C. En este equipo permaneció un único año y en mayo de 2025 se unió al St. Johnstone F. C.

## Clubes
| Club                                        | País       | Año       | Partidos | Goles |
| ------------------------------------------- | ---------- | --------- | -------- | ----- |
| Liverpool F. C.                             | Inglaterra | 2019-2020 | 2        | 0     |
| Fleetwood Town F. C. (cedido)               | Inglaterra | 2020-2021 | 4        | 0     |
| Liverpool F. C.                             | Inglaterra | 2021      | 0        | 0     |
| Livingston F. C.                            | Escocia    | 2022-2023 | 35       | 1     |
| Inverness Caledonian Thistle F. C. (cedido) | Escocia    | 2023-2024 | 32       | 3     |
| Grennock Morton F. C.                       | Escocia    | 2024-2025 | 36       | 2     |
| St. Johnstone F. C.                         | Escocia    | 2025-     | 4        | 0     |